# Große Haube
De Große Haube, in de volksmond Mottener Haube genoemd, is een 658 meter hoge berg in de deelstaten Beieren en Hessen.

## Geografie
De Große Haube maakt deel uit van het middelgebergte Rhön, gelegen in de deelstaten Beieren, Hessen en Thüringen. De berg bevindt zich aan de westrand van de Rhön en is ruwweg de grens tussen de natuurparken Bayerische Rhön en Hessische Rhön. Op de top van de Große Haube loopt dan ook de Beierse-Hessische grens. Tevens maakt de berg deel uit van het Biosphärenreservat Rhön.